# Брезовляни (Србац)
Брезовляни (серб. Брезовљани) — населенный пункт в общине Србац, который принадлежит энтитету Республике Сербской, Босния и Герцеговина. По результатам югославской переписи населения 1991 года в Брезовлянах проживало 292 человека.

## Население
| 1948                           | 1953 | 1961 | 1971 | 1981 | 1991 | - |
| ------------------------------ | ---- | ---- | ---- | ---- | ---- | - |
| 487                            | 479  | 399  | 352  | 339  | 292  | - |
| Гистограмма динамики населения |      |      |      |      |      |   |